# Cotinga caranegra
La cotinga caranegra (Conioptilon mcilhennyi) és un ocell de la família dels cotíngids (Cotingidae) i única espècie del gènere Conioptilon Lowery et O'Neill, 1966.

## Hàbitat i distribució
Habita la selva pluvial, a les terres baixes del sud-est del Perú.